# Haapavesi centraltätort
Haapavesi centraltätort (finska: Haapaveden keskustaajama) är en tätort och centralort i Haapajärvis stad (kommun) i landskapet Norra Österbotten i Finland. Vid tätortsavgränsningen den 31 december 2021 hade tätorten 3 765 invånare och omfattade en landareal av 12,26 kvadratkilometer.
I tätorten ligger Haapavesi kyrka.

## Befolkningsutveckling
| Befolkningsutvecklingen i Haapavesi centraltätort 1960–2021 | Befolkningsutvecklingen i Haapavesi centraltätort 1960–2021 | Befolkningsutvecklingen i Haapavesi centraltätort 1960–2021 | Befolkningsutvecklingen i Haapavesi centraltätort 1960–2021 | Befolkningsutvecklingen i Haapavesi centraltätort 1960–2021 |
| ----------------------------------------------------------- | ----------------------------------------------------------- | ----------------------------------------------------------- | ----------------------------------------------------------- | ----------------------------------------------------------- |
|                                                             |                                                             |                                                             |                                                             |                                                             |
| År                                                          |                                                             |                                                             | Folkmängd                                                   | Landareal (km²)                                             |
| 1960                                                        | 1960                                                        |                                                             | 1 116                                                       | 2,55                                                        |
| 1970                                                        | 1970                                                        |                                                             | 1 972                                                       | 6,68                                                        |
| 1980                                                        | 1980                                                        |                                                             | 3 116                                                       | 8,2                                                         |
| 1985                                                        | 1985                                                        |                                                             | 3 568                                                       |                                                             |
| 1990                                                        | 1990                                                        |                                                             | 4 089                                                       | 9,0                                                         |
| 1995                                                        | 1995                                                        |                                                             | 4 373                                                       | 11,5                                                        |
| 2000                                                        | 2000                                                        |                                                             | 4 605                                                       | 12,4                                                        |
| 2005                                                        | 2005                                                        |                                                             | 4 446                                                       | 13,0                                                        |
| 2010                                                        | 2010                                                        |                                                             | 3 888                                                       | 9,15                                                        |
| 2015                                                        | 2015                                                        |                                                             | 4 027                                                       | 11,85                                                       |
| 2020                                                        | 2020                                                        |                                                             | 3 755                                                       | 12,14                                                       |
| 2021                                                        | 2021                                                        |                                                             | 3 765                                                       | 12,26                                                       |
| Anm.: 1960-1990 som Kyrkby (Haapavesi).                     |                                                             |                                                             |                                                             |                                                             |